# Jogo de tabuleiro de estilo alemão
O Estilo Alemão de Jogo de Tabuleiro é um gênero de jogos com regras simples, tempo de jogo curto ou médio (entre 30 e 60 minutos), alto nível de interação entre os jogadores, e elementos gráficos atrativos. Eles dão ênfase à estratégia, baixa dependência de sorte e pouco conflito direto entre os jogadores. Utilizam pouco os temas militares, e normalmente mantém todos os jogadores na mesa até o final de cada partida.
Outra característica é a utilização frequente da mecânica de gerenciamento de recursos que se popularizou entre os designer de jogos a partir da década de 90, influenciado pelo sucesso comercial do jogo Magic the Gathering de Richard Garfield.
O estilo alemão de jogos de estratégia contrasta com o estilo americano que geralmente envolve sorte conflito e drama.

## História
Nos anos 90 a indústria de jogos de tabuleiro passou por um período de reaquecimento na Europa, principalmente na Alemanha. As principais empresas alemãs a contribuir para esse processo foram: Kosmos, Hans im Gluck, Ravensburger, e Alea. Muitos dos jogos produzidos por elas chegaram ao mercado americano em versão em inglês produzidas por empresas como: Mayfair, Rio Grande e Fantasy Flight Games.
Durante este processo os designers de jogos de tabuleiro Tornaram-se celebridades, assinando seus jogos como autores de romances.
Entre os principais designers alemães podemos destacar o doutor em matemática Riener Knizia, com mais de cem jogos creditados.
Outro famoso designer de jogos é Klaus Teuber, criador de um dos maiores fenômenos dos jogos de tabuleiro, Descobridores de Catan. Desde seu lançamento, o jogo tornou-se um fenômeno mundial. Foi traduzido em 30 idiomas e vendeu surpreendentes 15 milhões de cópias (até o megahit videogame Halo 3 vendeu apenas pouco mais da metade disso). Isso gerou um império de sequências, expansões, livros cenário, jogos de cartas, jogos de computador, miniaturas e até uma novela.

## Nomenclatura
Os termos Eurogame e Jogo de Tabuleiro Alemão (German-Style Board Game) são mais frequentes nos Estados Unidos e no Brasil. Na Alemanha o termo utilizado é Autorenspiel ou Autorenspiele (Jogo Autoral) para distingui-los dos jogos de tabuleiro clássicos.